# Psychotria
Psychotria es un género de plantas con flores del orden Gentianales de la familia Rubiaceae.
Los miembros del género están bajo los árboles en los bosques tropicales. Las diferencias entre los géneros Psychotria y Cephaelis no son bien conocidas y muchas especies de un género se han traslocado al otro.
Muchas especies, como Psychotria ipecacuanha o Psychotria viridis, producen importantes productos químicos. Otras son raras o incluso casi extintas debido a la deforestación, principalmente especies del centro de África y del Pacífico.

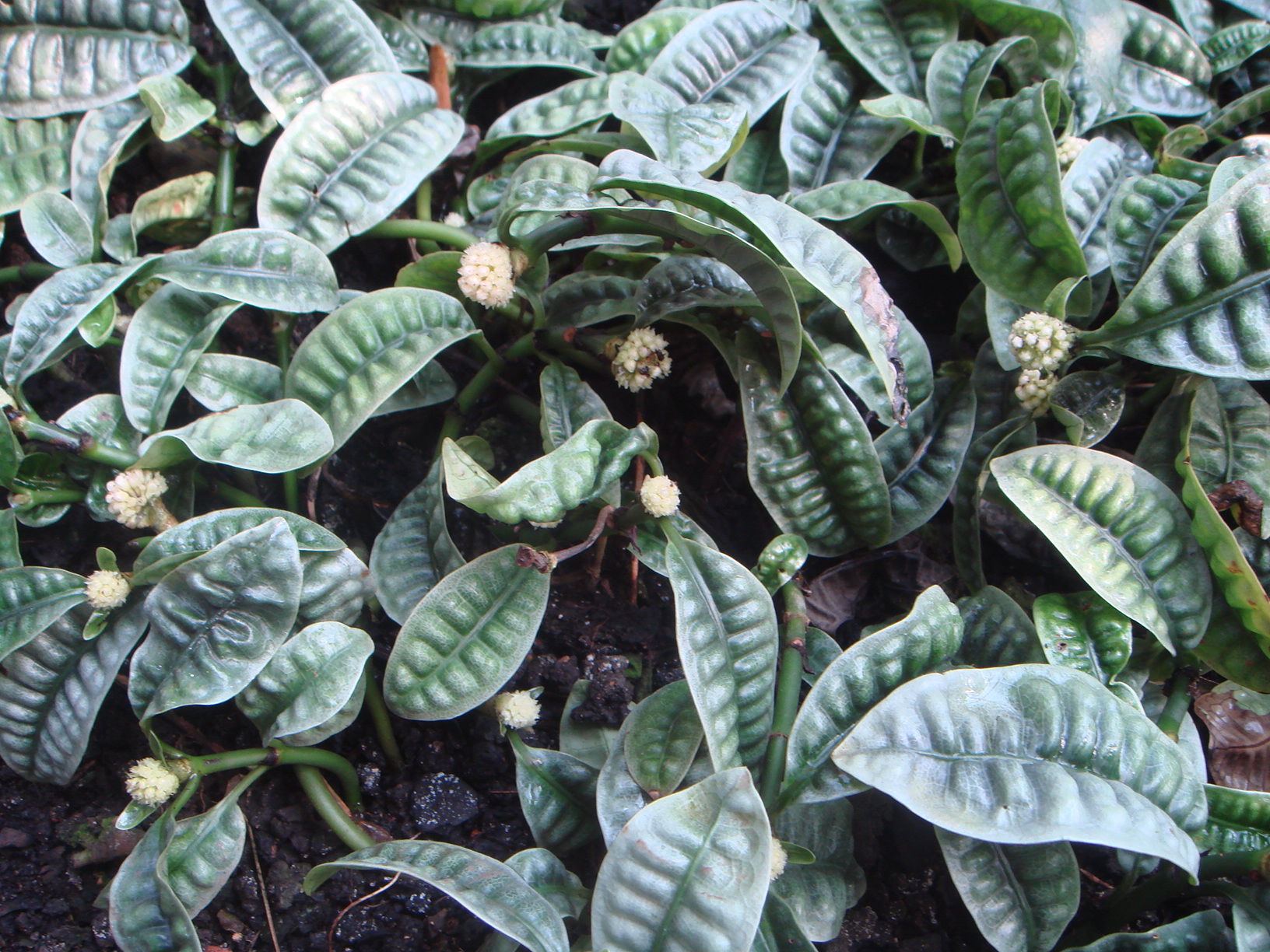
Psychotria ankasensis

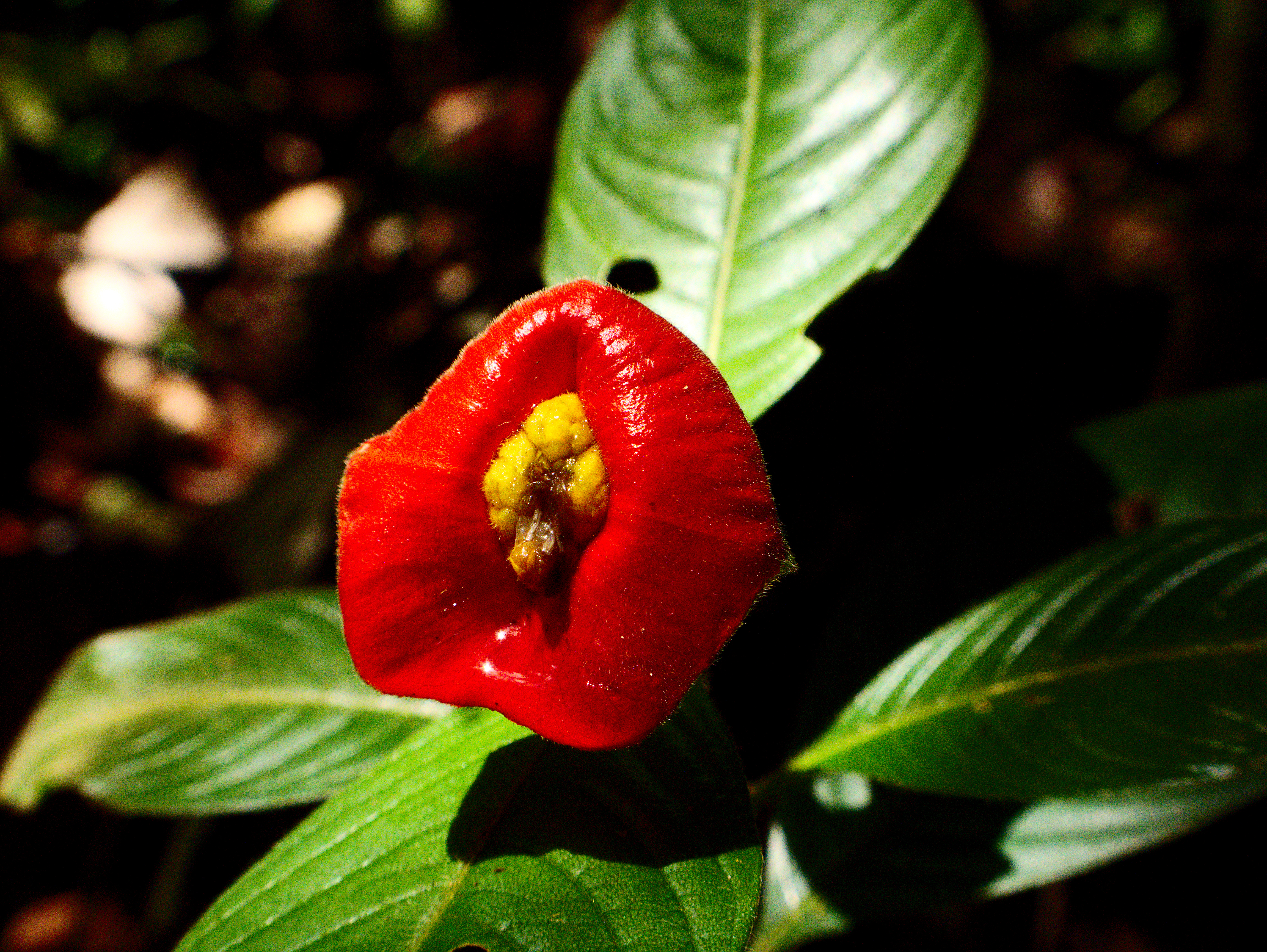
Psychotria elata

## Especies
| - Psychotria acutiflora - Psychotria adamsonii - Psychotria alsophila - Psychotria alto-macahensis - Psychotria anceps Kunth - Psychotria angustata - Psychotria ankasensis J.B.Hall - Psychotria appendiculata - Psychotria atricaulis - Psychotria bahiensis - Psychotria beddomei - Psychotria berteriana - Psychotria bimbiensis - Psychotria blepharophora - Psychotria brachyanthema - Psychotria brachyceras - Psychotria bryonicola - Psychotria camerunensis - Psychotria capensis (Eckl.) Vatke - Psychotria carronis - Psychotria carthagenensis - Psychotria cathetoneura - Psychotria caudata - Psychotria chalconeura - Psychotria chimboracensis - Psychotria clarendonensis - Psychotria clusioides - Psychotria colorata - Psychotria congesta - Psychotria constricta - Psychotria cookei - Psychotria costivenia Griseb. (= P. miradorensis) - lengua de vaca (en Cuba) - Psychotria crassipetala - Psychotria cuneifolia - Psychotria cyathicalyx - Psychotria danceri - Psychotria daphnoides - Psychotria dasyophthalma - Psychotria densinervia - Psychotria deverdiana - Psychotria dolichantha - Psychotria domatiata - Psychotria douarrei - Psychotria dubia - Psychotria elachistantha - Psychotria elata (Sw.) Hammel - Psychotria elliptica Kerr. - Psychotria expansa - Psychotria foetens - Psychotria forsteriana - Psychotria franchetiana - Psychotria fusiformis - Psychotria gardneri - Psychotria glabrata Sw. - palo moro de Cuba - Psychotria glandulifera - Psychotria globicephala - Psychotria graciliflora Benth. (= P. biaristata, P. oaxacana) - Psychotria grandiflora - Psychotria grantii - Psychotria greenwelliae - Psychotria guerkeana - Psychotria hanoverensis - Psychotria hawaiiensis (A.Gray) Fosberg - Psychotria hierniana - Psychotria hobdyi - Psychotria horizontalis - Psychotria insularum | - Psychotria ipecacuanha - Psychotria kirkii - Psychotria lanceifolia - Psychotria le-bronnecii - Psychotria leiocarpa - Psychotria lepiniana - Psychotria ligustrifolia (Northrop) Millsp. (= P. bahamensis) - Psychotria longipetiolata - Psychotria loniceroides - Psychotria luconiensis (Cham. & Schltdl.) Fern.-Vill. (= P. luzoniensis, P. malayana, P. tacpo) - Psychotria macrocarpa - Psychotria madida - Psychotria mariniana (Cham. & Schltdl.) Fosberg - Kōpiko - Psychotria mauiensis Fosberg - ʻŌpiko - Psychotria megalopus - Psychotria megistantha - Psychotria micrantha Kunth (= P. rufescens Humb. & Bonpl. ex Roem. & Schult., P. tomentosa) - Psychotria minimicalyx - Psychotria moliwensis - Psychotria moseskemei - Psychotria nematopoda - Psychotria nemerosa - Psychotria nervosa Sw. (= P. elongata, P. granadensis, P. hirta, P. quiinifolia, P. rufescens Kunth, P. undata) - Psychotria nesophila - Psychotria nitidula - Psychotria pallens - Psychotria papantlensis (Oerst.) Hemsl. (= P. salicifolia) - Psychotria parvifolia Benth. ex Oerst. - Psychotria peteri - Psychotria petitii - Psychotria pickeringii A.Gray - Psychotria platypoda - Psychotria plicata - Psychotria plurivenia - Psychotria podocarpa - Psychotria poeppigiana - Psychotria pseudoplatyphylla - Psychotria pubigera - Psychotria punctata Vatke (= P. bacteriophila) - Psychotria quinqueradiata Pol. (= P. morae, P. obovata, P. oerstediana) - Psychotria raivavaensis - Psychotria rhonhofiae - Psychotria rimbachii - Psychotria rostrata - Psychotria rubra (Lour.) Poir. (= P. elliptica auct. non Kerr.) - Psychotria ruelliifolia - Psychotria rufipilis - Psychotria saloiana - Psychotria siphonophora - Psychotria sodiroi - Psychotria sordida - Psychotria speciosa - Psychotria stachyoides - Psychotria stenophylla - Psychotria suterella - Psychotria tahitensis - Psychotria taitensis - Psychotria trichocalyx - Psychotria tubuaiensis - Psychotria ulei - Psychotria umbellata - Psychotria vellosiana - Psychotria viridis - Psychotria vogeliana Benth. - Psychotria waasii - Psychotria woytkowskii - Psychotria zombamontana |